# Demetrio González
Demetrio González ( Bernueces, Gijón, Astúrias, 7 de outubro de 1927 - Tepoztlán, Morelos, 25 de janeiro de 2015), conhecido como o Charro espanhol , foi um cantor e ator espanhol. Como intérprete, ele se especializou no gênero musical ranchera.

## Biografia e carreira
Demetrio González nasceu em 7 de outubro de 1927 em Bernueces, Gijón , Astúrias , Espanha, filho de Demetrio, alfaiate e chapeleiro, e Amalia, pianista. Buscando refúgio após fugir da Guerra Civil Espanhola , ele emigrou, acompanhado de sua mãe e irmão Ernesto, para Puebla, no México. Algum tempo depois, seu pai os encontrou na mesma cidade. Mais tarde, eles se mudaram para a Cidade do México, onde ele estudou contabilidade. Nas horas vagas, cantava no Coral do Centro Asturiano do México.
Depois de participar de um concurso amador realizado pela Joyas Líricas , programa de rádio da XEW, iniciou carreira neste meio de comunicação, patrocinado por Pepita Embil e Plácido Domingo, pais do cantor Plácido Domingo. Gregorio Walestein lhe deu sua primeira oportunidade como ator, o que o levou a estrear no cinema com o filme Camino de Guanajuato . Após se aposentar do mundo artístico, dedicou-se à gestão empresarial antes de se aposentar definitivamente da vida profissional aos 85 anos.

## Família
Do seu primeiro casamento, com María de Lourdes Rosas Priego, teve dois filhos, Rodolfo, em 1967, e Rodrigo, em 1970. Do seu segundo casamento, com Marina Tuero Tamayo, filha do ator Emilio Tuero, e da atriz Marina Tamayo, nasceu Bárbara, em 1977.

## Morte
Em 25 de janeiro de 2015, González morreu em Tepoztlán, Morelos, aos 87 anos, após sofrer de uma longa doença não revelada.

## Filmografía
| Ano  | Filme                                                                                   | Personagem                  |
| ---- | --------------------------------------------------------------------------------------- | --------------------------- |
| 1955 | Camino de Guanajuato                                                                    | Demetrio Gonzalez           |
| 1956 | Los hijos de Rancho Grande                                                              |                             |
| 1957 | Cada hijo una cruz                                                                      | Raymundo                    |
| 1957 | Donde las dan las toman                                                                 | Antonio                     |
| 1958 | Guitarras de medianoche                                                                 | Demetrio                    |
| 1958 | El jinete solitario en el valle de los buitres                                          |                             |
| 1958 | El jinete solitario                                                                     | Demétrio González           |
| 1959 | Tan bueno el giro como el colorado                                                      | Demetrio González           |
| 1959 | Melodías inolvidables                                                                   | Demetrio González           |
| 1959 | Cada quién su música                                                                    |                             |
| 1959 | Dos corazones y un cielo                                                                | Antonio Castillo            |
| 1960 | El último mexicano                                                                      |                             |
| 1960 | El jinete solitario' en El valle de los desaparecidos: La venganza del jinete solitario | Demetrio / Jinete solitario |
| 1960 | Las tres coquetonas                                                                     | Demetrio Morales            |
| 1960 | Dos maridos baratos                                                                     |                             |
| 1961 | Pobre del pobre                                                                         |                             |
| 1961 | Los laureles                                                                            | Rafael                      |
| 1961 | La comezón del amor                                                                     | Prof. Justo Preciso         |
| 1961 | La joven Mancornadora                                                                   |                             |
| 1961 | ¡Que padre tan padre!                                                                   | Padre Mauricio              |
| 1961 | Pa' qué me sirve la vida                                                                | Demetrio Morales            |
| 1962 | Los cinco halcones                                                                      | Demetrio, doctor            |
| 1962 | El lobo blanco                                                                          |                             |
| 1962 | Vuelven los cinco halcones                                                              | Doutor                      |
| 1963 | El amor llegó a Jalisco                                                                 | Fernando Heredia            |
| 1964 | Nos dicen las intocables                                                                |                             |
| 1964 | Un padre a toda máquina                                                                 |                             |
| 1965 | Cucurrucucú Paloma                                                                      | Cantante                    |
| 1965 | Para todas hay                                                                          |                             |
| 1965 | Cada oveja con su pareja                                                                | Ángel                       |
| 1966 | Gallo corriente, gallo valiente                                                         |                             |
| 1968 | Ambición sangrienta                                                                     | Tenente Fermín Moreno       |
| 1968 | El padre Guernica                                                                       |                             |

## Links Externos
- Demetrio González. no IMDb.